# Wijnbouw in Roemenië

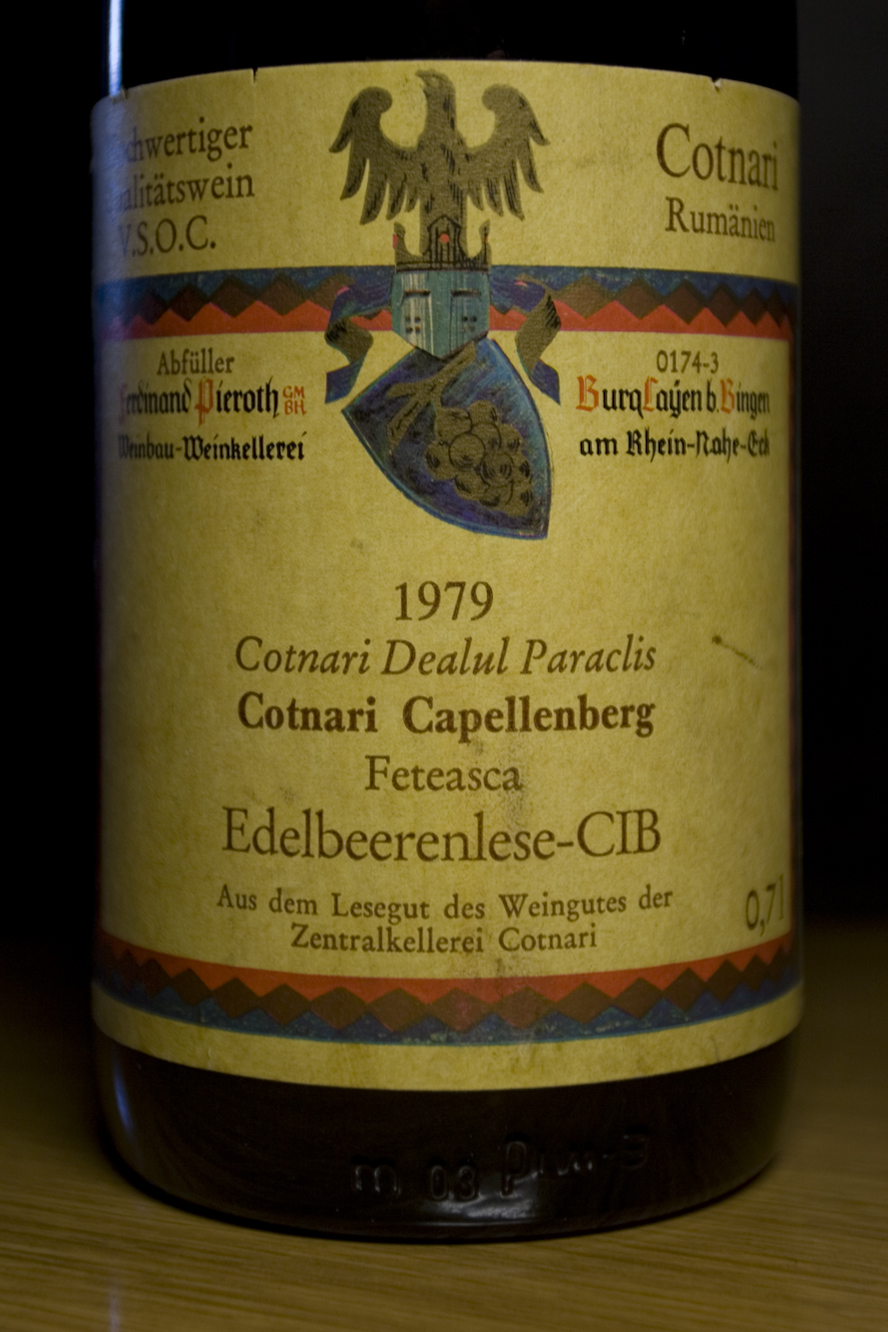
1979 - Cotnari Dealul Paraclis

Roemenië is een van de grootste wijnproducerende landen ter wereld. In 2007 produceerde Roemenië 821.306 ton wijn. De laatste jaren heeft Roemenië vele Europese bedrijfsmensen en wijnkopers aangetrokken.

## Geschiedenis
De wijnbouw werd 3.000 jaar geleden in Dacië (huidig Roemenië) geïntroduceerd door de Grieken. Dankzij het milde mediterrane klimaat en de vruchtbare Donaudelta bleek de regio zich hier goed voor te lenen.
Later, tijdens de middeleeuwen, emigreerden de Saksen naar Roemenië. Zij namen verschillende variaties van Germaanse wijnstokken mee. Nochtans werd het grootste deel van deze wijnstokken vervangen door druiven uit West-Europa.
Rond 1880 kwam de druifluis (een lichtgeel sap-zuigend insect dat de wortels van wijnstokken aanvalt) in Roemenië vanuit Noord-Amerika. De druifluis viel het grootste gedeelte van de Europese wijngaarden aan, ook in Roemenië. Uiteindelijk werden veel van de Roemeense wijnstokken vervangen door wijnstokken zoals Merlot, Chardonnay, en Pinot noir uit Frankrijk en andere landen.
In 2003 was Roemenië het op elf na grootste wijnland ter wereld.

## Gebieden die wijn produceren

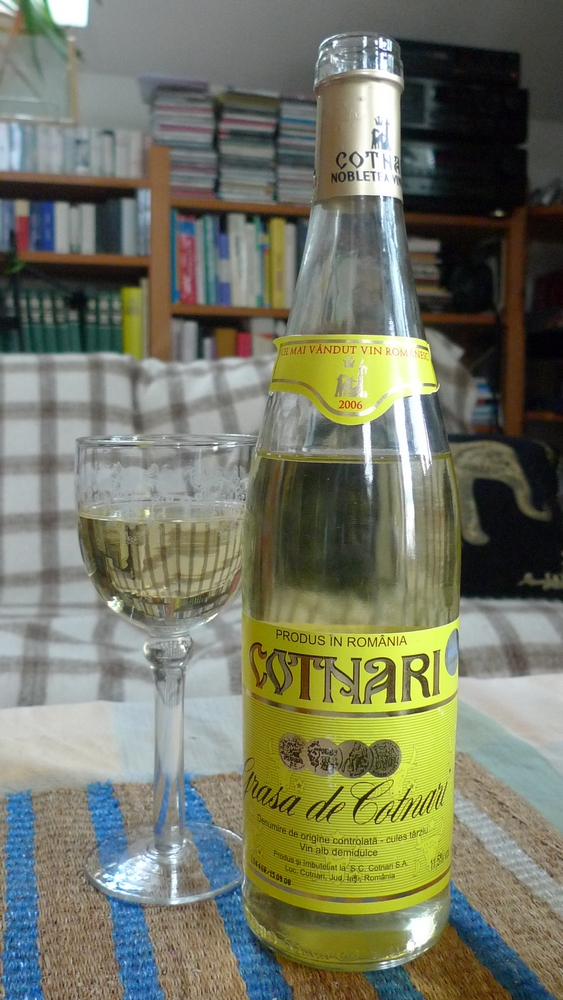
Cotnari

- Cotnari
- Dealu Mare
- Jidvei
- Murfatlar
- Odobești
- Recaș
- Târnave
- Vânju Mare
- Ștefănești